# Ottavina
L'ottavina (detta anche ottava legata o ottava popolare o ottava improvvisata) è una  forma metrica tipica di Toscana, Lazio e Abruzzo derivante dall'ottava rima, e utilizzata ancora oggi nelle gare di improvvisazione. L'ottava rima popolare è praticata dai soli poeti bernescanti (o poeti improvvisatori o poeti a braccio) che sogliono improvvisare i loro versi tra di loro o di fronte a un pubblico che talvolta assegna anche l'argomento (o tema) sul quale i poeti devono cantare.

## Struttura
L'ottava rima è composta da stanze di otto versi endecasillabi. Lo schema delle rime di ogni stanza è A B A B A B C C: ciò significa che rimano tra loro i versi I, III e V i versi II, IV e VI e i versi VII e VIII.

I poeti durante l'improvvisazione si avvalgono di una melodia molto antica che dà loro la misura del verso e la misura della stanza. Dallo scorrere della melodia è infatti possibile conoscere in ogni momento a quale verso dell'ottava il poeta si trovi e quante sillabe manchino ancora alla chiusura del verso.

## La poesia estemporanea oggi
Le gare poetiche oggi non esistono più; i poeti si ritrovano davanti al pubblico per declamare i loro versi e per contrastare sui temi assegnati e alla fine della competizione non ci sono vinti né vincitori.
L'ottava rima sta avendo in questi anni un nuovo momento di splendore dopo lunghi anni di silenzio anche perché ai poeti anziani si stanno affiancando dei poeti giovani che si sono avvicinati nuovamente a questa forma espressiva. La bellezza di questo discorrere in versi la si apprezza molto di più sentendo i poeti che cantano a "tavolino" in contesti del tutto informali piuttosto che nei numerosi raduni che ogni anno vengono organizzati in Italia o negli spettacoli da palco.
Raduni di poeti estemporanei si svolgono:
- la seconda domenica di aprile a Ribolla;
- la seconda domenica di maggio a Latera (VT);
- La terza domenica di giugno a Pomonte (GR);
- il 3 agosto a Bacugno (RI);
- la terza domenica di settembre a Borbona;

Dal 2007 al 2010 è stato attivo a Roma presso il Circolo Gianni Bosio un laboratorio, moderato da Donato De Acutis e Giampiero Giamogante, dedicato all'Ottava Rima il cui intento è stata la diffusione della tecnica attraverso l'ascolto e l'improvvisazione stessa. Dal 2010 al 2013 è stata attiva anche a Firenze, presso il Palazzo Giovane, una scuola d'improvvisazione poetica istituita dalla Fondazione dell'Ottava e moderata da Marco Betti.

## Qualità della poesia improvvisata
Poiché è difficile stabilire dei canoni qualitativi comuni per quanto riguarda la poesia estemporanea possiamo soltanto stabilire dei parametri formali che possono essere utilizzati dall'ascoltatore nel valutare delle ottave improvvisate:
1. Ripresa della rima lasciata dal poeta precedente
2. Esatta successione delle rime nello svolgimento dell'ottava (ABABABCC)
3. Corretta lunghezza dei versi che devono essere sempre endecasillabi

Non è tuttavia sufficiente improvvisare un'ottava formalmente corretta perché questa la si possa considerare soddisfacente; occorre sempre valutare il contenuto dell'ottava stessa; la qualità delle rime scelte dal poeta, l'attinenza al tema qualora vi sia un tema assegnato, la presenza di figure retoriche più o meno articolate e, non ultima per importanza, l'originalità della chiusa finale e del concetto espresso.
la bravura del poeta va valutata inoltre nel modo in cui "ricama" l'ottava, nelle similitudini che riesce a creare, la suggestione che in quel momento riesce a suscitare negli ascoltatori, la sveltezza nel trovare il giusto verso.
I poeti attualmente in grado di improvvisare un'ottava sono, in Italia, 70 dei quali solo 26 praticano l'improvvisazione con una certa regolarità.